# Makuyu
Makuyu är en ort i Kenya.   Den ligger i länet Muranga, i den centrala delen av landet, 60 km nordost om huvudstaden Nairobi. Makuyu ligger 1 379 meter över havet och antalet invånare är 191.
Terrängen runt Makuyu är platt åt sydväst, men åt nordost är den kuperad. Runt Makuyu är det ganska tätbefolkat, med 160 invånare per kvadratkilometer. Närmaste större samhälle är Thika, 19,5 km sydväst om Makuyu. Omgivningarna runt Makuyu är huvudsakligen savann.